# Essunga (đô thị)
Đô thị Essunga (Essunga kommun) là một đô thị ở hạt Västra Götaland tây Thụy Điển. Thủ phủ là thị xã Nossebro.
Cuộc cải cách đô thị năm 1952 ở Thụy Điểu đã lập nên đô thị Essunga từ 8 đơn vị khác. Năm 1974, đô thị này bị giải thể và một phần của đô thị Vara cho đến năm 1983, khi đơn vị này được tái thiết lập với ranh giới như năm 1952.
Essunga có diện tích tổng cộng là 235.73 km², trong đó có 234.63 km² là đất liền và 1.1 km² là diện tích mặt nước. Dân số tính đến 2021 của Essunga là 5.698 người, với mật độ dân số là 24 người/km². Đô thị này nằm trong khu vực có khí hậu lục địa ẩm, thuộc phân loại khí hậu Köppen là Dfb.
Essunga có vị trí địa lý cụ thể ở vĩ độ 58.1906 Bắc và kinh độ 12.8006 Đông, với độ cao trung bình là 104 mét so với mực nước biển. Thị trấn này cách Stockholm khoảng 329 km, cách Gothenburg khoảng 73 km, và cách Malmö khoảng 288 km.